# Channel Orange
Channel Orange (teilweise auch channel ORANGE) ist das erste Studioalbum des US-amerikanischen Singer-Songwriters Frank Ocean. Es wurde am 10. Juli 2012 über den Verlag Def Jam Recordings veröffentlicht. Das Album, welches dem RnB zugeordnet wird, enthält Gastbeiträge von unter anderem André 3000, John Mayer, Earl Sweatshirt und Tyler, the Creator, wobei die letztgenannten zusammen mit Ocean Teil des Hip-Hop-Kollektivs Odd Future waren. Größtenteils wurde das Album von Frank Ocean selbst produziert, doch auch Pharrell Williams, Malay Ho, Om'Mas Keith und weitere arbeiteten mit in der Produktion.

## Musik und Inhalte
Im Gegensatz zum zweiten Studioalbum Frank Oceans, Blonde, enthält Channel Orange noch viel klassischen RnB ähnlich dem von Marvin Gaye und Sly and the Family Stone. Nichtsdestotrotz sind auch andere Genres aufzufinden, beispielsweise (Neo-)Soul, Jazz oder Funk. Durch die Gastauftritte von Earl Sweatshirt und André 3000 sind auf dem Album auch Rap-Verse vertreten, allerdings nur von dem erwähnten Künstlern, statt von Frank Ocean selbst, der trotz seiner Odd Future Mitgliedschaft nicht rappt.
Ursprünglich war von Ocean zudem ein Vers des Rap-Künstlers Big Boi auf dem Titel Pink Matter geplant. André 3000, der schon auf dem Song vertreten ist, und Big Boi bildeten in den 1990ern und 2000ern das erfolgreiche Hip-Hop-Duo OutKast, trennten sich allerdings 2007. Da die beiden ihre Rückkehr jedoch nicht auf dem Album eines Dritten vollbringen wollten, kam es nicht zur Beteiligung Big Bois.
Da Frank Ocean 2011 auf dem Kollabo-Album Watch the Throne von Kanye West und Jay-Z vertreten war, erwarteten viele Fans eine Zusammenarbeit zwischen Ocean und West. Malay Ho, der mit Ocean zusammen Channel Orange produzierte, äußerte sich wie folgt zu der Thematik:

“I think the contributions from Kanye’s side became more of a mentorship situation where it’s like, “This record is amazing. It’s incredible. Let me help you out in other ways. Let me connect you with my visual people””

„Ich glaube, die Beiträge von Kanyes Seite wurden eher zu einer Art Mentorenschaft, nach dem Motto: "Diese Platte ist unglaublich. Es ist unglaublich. Ich möchte dir auf andere Weise helfen. Lass mich dich mit meinen Visuals-Leuten zusammenbringen.“

Inhaltlich widmet sich Channel Orange Themen der Liebe und Sexualität, ebenso wie Drogenkonsum. Die Titel Sweet Life und Super Rich Kids befassen sich unter anderem mit dem Leben in Reichtum und Materialismus. Besonders an Channel Orange ist zudem die Art und Weise in der Frank Ocean über (seine) Liebe singt. Denn der Künstler verwendet Pronomen auf geschlechtsneutrale Weise und zeigt dadurch, dass die geschilderte Liebe möglicherweise auch auf gleichgeschlechtliche Paare zutrifft. Ocean selbst hat sich ein Jahr zuvor über seinem privaten Tumblr Block geoutet.
Im Interview hat der oben genannte Malay Ho sich zudem zu der Thematik geäußert, ob Channel Orange als Konzeptalbum zu verstehen sei. Malay zufolge haben Ocean und Ho das Album eigenständig abgemischt und produziert, wodurch das Projekt an den vielen Interludes und Skits gewachsen ist, die oft ein Anzeichen für ein Konzeptalbum sind. Nichtsdestotrotz folgt Channel Orange inhaltlich keinem klaren Faden, sondern fügt sich eher durch die halbzufällige Ähnlichkeit der Themen zusammen.
Inspiriert wurde Channel Orange besonders von älterem RnB, Soul, etc. beispielsweise von Marvin Gaye, Stevie Wonder und Sly and the Family Stone. Auch Pink Floyd und Jimi Hendrix werden als Inspirationsquelle für die Produktion genannt.

### Cover und Titel
Das Albumcover ist bis auf den Schriftzug channel ORANGE in Orange gehalten. Die das erste Wort ist in einer breiten Schriftart abgebildet und zeigt Wasser, welches das Licht reflektiert. Der zweite Teil des Titels ist in einer schmalen Schriftart gehalten. Das Cover wurde von Thomas Mastorakos, Aaron Martinez und Phil Toselli entworfen.
Der Titel des Albums entstammt Gesprächen zwischen Pharrell Williams und Frank Ocean. Beide haben Synästhesie und verbinden somit beispielsweise Erinnerungen stärker mit Farben, Formen und ähnlichem als andere. Williams hatte schon das von N.E.R.D 2008 veröffentlichte Album Seeing Sounds nach dieser Art wahrzunehmen benannt. Als die beiden sich über das Phänomen unterhielten, sprach Ocean davon, dass er den Sommer seiner ersten großen Liebe mit der Farbe Orange verbinde, so kam es zu dem Titel.

## Titelliste
| #  | Titel                                   | Produktion                          | Länge |
| -- | --------------------------------------- | ----------------------------------- | ----- |
| 1  | Start                                   | Frank Ocean, Malay Ho               | 0:45  |
| 2  | Thinkin Bout You                        | Frank Ocean, Sheah Taylor           | 3:20  |
| 3  | Fertilizer                              | Frank Ocean, Malay Ho               | 0:39  |
| 4  | Sierra Leone                            | Frank Ocean, Malay Ho, Om'Mas Keith | 2:28  |
| 5  | Sweet Life                              | Frank Ocean, Pharrell Williams      | 4:22  |
| 6  | Not Just Money                          | Jonathan Ikpeazu                    | 0:59  |
| 7  | Super Rich Kids (feat. Earl Sweatshirt) | Frank Ocean, Malay Ho, Om'Mas Keith | 5:04  |
| 8  | Pilot Jones                             | Frank Ocean, Malay Ho, Om'Mas Keith | 3:04  |
| 9  | Crack Rock                              | Frank Ocean, Malay Ho, Om'Mas Keith | 3:44  |
| 10 | Pyramids                                | Frank Ocean, Malay Ho, Om'Mas Keith | 9:52  |
| 11 | Lost                                    | Frank Ocean, Malay Ho, Om'Mas Keith | 3:54  |
| 12 | White (feat. John Mayor)                | Frank Ocean, Tyler, the Creator     | 1:16  |
| 13 | Monks                                   | Frank Ocean, Malay Ho, Om'Mas Keith | 3:20  |
| 14 | Bad Religion                            | Frank Ocean, Malay Ho, Om'Mas Keith | 2:55  |
| 15 | Pink Matter (feat. André 3000)          | Frank Ocean, Malay Ho, Om'Mas Keith | 4:28  |
| 16 | Forrest Gump                            | Frank Ocean, Malay Ho, Om'Mas Keith | 3:14  |
| 17 | End                                     | Frank Ocean, Malay Ho               | 2:14  |

Um seine eigene Rolle herunterzuspielen, hat Frank Ocean die Entscheidung getroffen, anstatt seiner selbst, seinen Hund Everest als Executive Producer seines Albums einzutragen. Everest ist somit auch das einzige nicht menschliche Lebewesen, welches jemals einen Grammy-Award gewonnen hat.

## Rezeption

### Preise
Bei der alljährlichen Verleihung des Grammy-Awards 2013 wurde Channel Orange in den Kategorien „Album of the Year“ und „Best Urban Contemporary Album“ nominiert und gewann den Letztgenannten. Zusätzliche wurde die Single Thinkin Bout You in der Kategorie „Record of the Year“ nominiert, ging jedoch leer aus.

### Rezensionen
Channel Orange wurde zumeist stark positiv bewertet, so bekam es auf Metacritic eine Wertung von 92/100, basierend auf 46 Rezensionen. Pitchfork bewertete das Album ähnlich positiv mit einer 9.5/10. Lisa Wörner beschreibt Channel Orange auf Laut.de wie folgt:

„"Channel Orange" ist avantgardistischer, progressiver R'n'B und gleichzeitig eine Hommage an die Geschichte der Black Music. Ocean etabliert für den R&B einen vollkommen neuen Stil [...]. Wenn "Nostalgia, Ultra" schon eine R'n'B-Perle war, dann ist dieses Album nun die Schwarze unter ihnen.“

### Jahresbestenlisten
Neben der positiven Resonanz in Form von Bewertungen wurde Channel Orange auch vermehrt auf Jahresbestenlisten aufgeführt. Im Folgenden befindet sich eine Auswahl der Listen und des dort aufgeführten Ranges.
| Veröffentlicher         | Liste                                | Rang | Ref.   |
| ----------------------- | ------------------------------------ | ---- | ------ |
| The Guardian            | The Guardian's Best Albums of 2012   | 1    | [ 14 ] |
| Pitchfork               | The Top 50 Albums of 2012            | 2    | [ 15 ] |
| Complex                 | 50 Best Albums of 2012               | 2    | [ 16 ] |
| Los Angeles Times       | Best of 2012 Pop Music: Albums       | 1    | [ 17 ] |
| New York Times          | Jon Pareless Top 10 Albums of 2012   | 1    | [ 18 ] |
| Rolling Stones Magazine | 50 Best Albums of 2012               | 2    | [ 19 ] |
| NME                     | NME’s best albums and tracks of 2012 | 3    | [ 20 ] |

## Kommerzieller Erfolg

### Chartplatzierungen
| ChartsChartplatzierungen       | Höchstplatzierung | Wochen |
| ------------------------------ | ----------------- | ------ |
| Deutschland (GfK)              | 28 (5 Wo.)        | 5      |
| Schweiz (IFPI)                 | 20 (26 Wo.)       | 26     |
| Vereinigtes Königreich (OCC)   | 2 (73 Wo.)        | 73     |
| Vereinigte Staaten (Billboard) | 2 (… Wo.)         | …      |

| ChartsJahrescharts (2012)      | Platzierung |
| ------------------------------ | ----------- |
| Vereinigte Staaten (Billboard) | 74          |

| ChartsJahrescharts (2013)      | Platzierung |
| ------------------------------ | ----------- |
| Vereinigte Staaten (Billboard) | 147         |

| ChartsJahrescharts (2023)      | Platzierung |
| ------------------------------ | ----------- |
| Vereinigte Staaten (Billboard) | 137         |

| ChartsJahrescharts (2024)      | Platzierung |
| ------------------------------ | ----------- |
| Vereinigte Staaten (Billboard) | 76          |

### Auszeichnungen für Musikverkäufe
| Land/Region                  | Auszeichnungen für Musikverkäufe (Land/Region, Auszeichnung, Verkäufe) | Verkäufe  |
| ---------------------------- | ---------------------------------------------------------------------- | --------- |
| Australien (ARIA)            | 3× Platin                                                              | 210.000   |
| Dänemark (IFPI)              | 5× Platin                                                              | 100.000   |
| Kanada (MC)                  | Gold                                                                   | 40.000    |
| Neuseeland (RMNZ)            | 6× Platin                                                              | 90.000    |
| Vereinigte Staaten (RIAA)    | Gold                                                                   | 500.000   |
| Vereinigtes Königreich (BPI) | Platin                                                                 | 300.000   |
| Insgesamt                    | 2× Gold · 15× Platin ·                                                 | 1.240.000 |

Hauptartikel: Frank Ocean/Auszeichnungen für Musikverkäufe